# Acropora navini
Acropora navini е вид корал от семейство Acroporidae.

## Разпространение и местообитание
Видът е разпространен в Индонезия, Папуа Нова Гвинея и Соломонови острови.
Среща се на дълбочина около 2 m.

## Описание
Популацията им е намаляваща.